# Deutscher Olympischer Sportbund

Logo von Team Deutschland

Der Deutsche Olympische Sportbund (DOSB) ist die regierungsunabhängige Dachorganisation des deutschen Sports. Der DOSB entstand am 20. Mai 2006 durch den Zusammenschluss des Deutschen Sportbundes (DSB) und des Nationalen Olympischen Komitees für Deutschland (NOK). Der DOSB vertritt über 27 Millionen Mitgliedschaften in rund 86.000 Sportvereinen und stellt damit die größte Bürgerbewegung Deutschlands dar.
Mitgliedsorganisationen des DOSB sind 16 Landessportbünde, 68 Spitzenverbände sowie 17 Verbände mit besonderen Aufgaben (VmbA). Der DOSB ist ein eingetragener Verein mit Sitz in Frankfurt am Main. Nachdem er im Juni 2014 ein Übergangsquartier in Neu-Isenburg bezogen hatte, ist der DOSB im Mai 2016 in sein neu errichtetes „Haus des Deutschen Sports“ im Frankfurter Stadtteil Sachsenhausen-Süd zurückgekehrt. Seit den Olympischen Spielen 2018 treten die Athleten unter der Marke Team Deutschland auf.

## Gremien

### Präsidium
Erster Präsident des DOSB war Thomas Bach. Er trat am 16. September 2013 nach seiner Wahl zum IOC-Präsidenten zurück. Bis zur Neuwahl übernahm Hans-Peter Krämer als amtierender DOSB-Präsident den Vorsitz. Am 7. Dezember 2013 wurde Alfons Hörmann von der DOSB-Mitgliederversammlung zum Präsidenten gewählt. Zur Wahl 2021 trat er nicht mehr an.
Seit 4. Dezember 2021 ist Thomas Weikert Präsident des DOSB. Er gewann mit 361 Stimmen zu 56 Stimmen. Vizepräsidentinnen und -präsidenten des DOSB-Präsidiums sind Verena Bentele, Kerstin Holze, Jens-Peter Nettekoven, Oliver Stegemann und Miriam Welte. Fabienne Königstein ist als Vertreterin der Athleten und Athletinnen, Stefan Raid als Vorstand der Deutschen Sportjugend Mitglied des Präsidiums. Britta Heidemann gehört dem Präsidium als Mitglied des IOC an. Die Mitgliedschaft des IOC-Präsidenten Thomas Bach ruht derzeit.

### Vorstand
Der mit vier Personen besetzte hauptamtliche Vorstand ist für das operative Geschäft zuständig und unterliegt der Aufsicht des ehrenamtlichen Präsidiums.
- ab 1. Januar 2025 bis zum 30. Juni 2025: Vorstandsvorsitzender mit besonderen Aufgaben Volker Bouffier[15]
- Thomas Arnold, Vorstand Finanzen
- Olaf Tabor, Vorstand Leistungssport
- Michaela Röhrbein, Vorstand Sportentwicklung
- Leon Ries, Vorstand Sportjugend

### Ethik-Kommission
Die 2018 gegründete, unabhängige Ethik-Kommission hat ihre wesentliche Rolle in der Beratung des DOSB-Präsidiums und -Vorstandes sowie in der neutralen Untersuchung bei Anhaltspunkten für oder Hinweisen auf Verstöße gegen die Good-Governance-Regelungen. Sie ist zuständig für Untersuchung bei Hinweisen auf Verstöße durch Mitglieder des Präsidiums, des Vorstands, der Beiräte und Kommission, der Persönlichen Mitglieder, die Delegationsmitglieder von vom DOSB entsandten Mannschaften zu internationalen Multi-Sport-Veranstaltungen sowie aller hauptamtlichen Angestellten der DOSB-Geschäftsstelle. Vorsitzender ist Thomas de Maizière, als Mitglieder wurden Hansjörg Geiger und Biathlon-Olympiasiegerin Kati Wilhelm gewählt; Ersatzmitglied ist die Hammerwurf-Weltmeisterin Betty Heidler.

## Schirmherr
Schirmherr des DOSB ist Bundespräsident Frank-Walter Steinmeier.

## Gründungsgeschichte

Logo des DOSB bis 2014

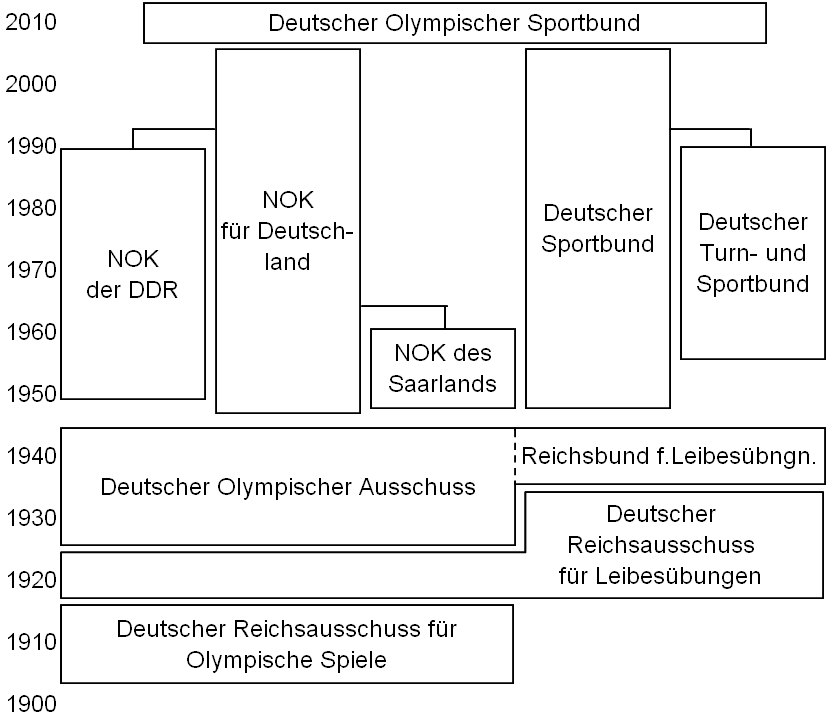
Historische Entwicklung deutscher Sportdachverbände und Nationaler Olympischer Komitees

Der DOSB entstand durch den Zusammenschluss des finanziell schwer angeschlagenen Deutschen Sportbunds (DSB) und des Nationalen Olympischen Komitees für Deutschland (NOK). Ziel des Zusammenschlusses war die einheitliche Vertretung des Sports und die bessere Durchsetzung der Interessen der Mitgliedsverbände und -vereine.
Die Satzung des DOSB wurde von den Hauptgremien des NOK und des DSB in einer gemeinsamen Sitzung am 10. Dezember 2005 in Köln verabschiedet. Im Rahmen der Sitzung beschlossen die bisherigen Verbände, sich aufzulösen und durch Neugründung des DOSB zu fusionieren.
Um die Führungspositionen zu besetzen, wurde eine fünfköpfige Findungskommission gebildet, der die Verbandspräsidenten Theo Zwanziger (Deutscher Fußball-Bund), Clemens Prokop (Deutscher Leichtathletik-Verband), Klaus Schormann (Deutscher Verband für Modernen Fünfkampf) und Wolfgang Rittmann (Deutsche Billard-Union) sowie als Vertreter der Landessportbünde Ekkehard Wienholtz (Landessportverband Schleswig-Holstein) angehörten. Die Kommission sprach sich im März 2006 einstimmig für Thomas Bach als DOSB-Präsidenten aus. Der frühere nordrhein-westfälische Minister für Städtebau und Wohnen, Kultur und Sport Michael Vesper (Bündnis 90/Die Grünen) erhielt im September 2006 einen Fünfjahresvertrag als Generaldirektor des DOSB.

## Finanzierung
Der Deutsche Olympische Sportbund finanziert sich aus Mitgliedsbeiträgen, Lotterieeinnahmen und Vermarktungslizenzen sowie mittels Bundeszuwendungen insbesondere für Projekte der Themengebiete Leistungssport; Integration, Inklusion und Chancengleichheit im bzw. mittels Sport; Sport und Gesundheit; Sport der Generationen sowie für völkerverbindende internationale Sportprojekte.
2019 stellte das Bundeskartellamt gegenüber dem Deutschen Olympischen Sportbund und dem IOC fest, dass Regel 40 der Olympischen Charta den Missbrauch einer marktbeherrschenden Stellung darstelle und wettbewerbswidrig sei. Beide verpflichteten sich zu Änderungen der Wettbewerbsregeln.

## Interessenvertretung
„Der Deutsche Olympische Sportbund vertritt die Interessen seiner Mitgliedsverbände gegenüber Bund, Ländern und Gemeinden und in allen gesellschaftspolitischen und kulturellen Bereichen. Dazu gehört die Zusammenarbeit mit gesellschaftspolitischen Institutionen wie Kirchen, Parteien, Wohlfahrtsverbänden, kulturellen Einrichtungen, Gewerkschaften und Wirtschaftsorganisationen.“

Der DOSB betreibt zur Vertretung der Interessen des deutschen Sports in der Politik zwei Büros. Das Berliner Büro befasst dabei vornehmlich mit politischen Geschehnissen von nationaler Tragweite, während das EOC EU Büro in Brüssel sich auf die sportpolitisch relevanten Entwicklungen auf EU-Ebene fokussiert.
Der DOSB bzw. sein Vorgänger DSB gibt seit 1971 die Zeitschrift Leistungssport, eine der führenden trainingswissenschaftlichen Zeitschriften der Welt, heraus. mit sportpolitischen Aussagen aber eine deutliche Zurückhaltung übt. Die DDR-Zeitschrift Theorie und Praxis des Leistungssports wurde nach der Wende eingestellt. Beide Zeitschriften sind im Institut für Angewandte Trainingswissenschaft digitalisiert kostenfrei abrufbar.
Der DOSB sieht sich als Rechtsnachfolger des Nationalen Olympischen Komitees (NOK) der DDR und unterstützt die DDR-Dopingopfer. Das DDR-NOK ging nach der Wende mit seinem Restvermögen von rund fünf Millionen Mark im NOK der Bundesrepublik auf.

## Preise und Ehrungen
DOSB-Ehrenmedaille

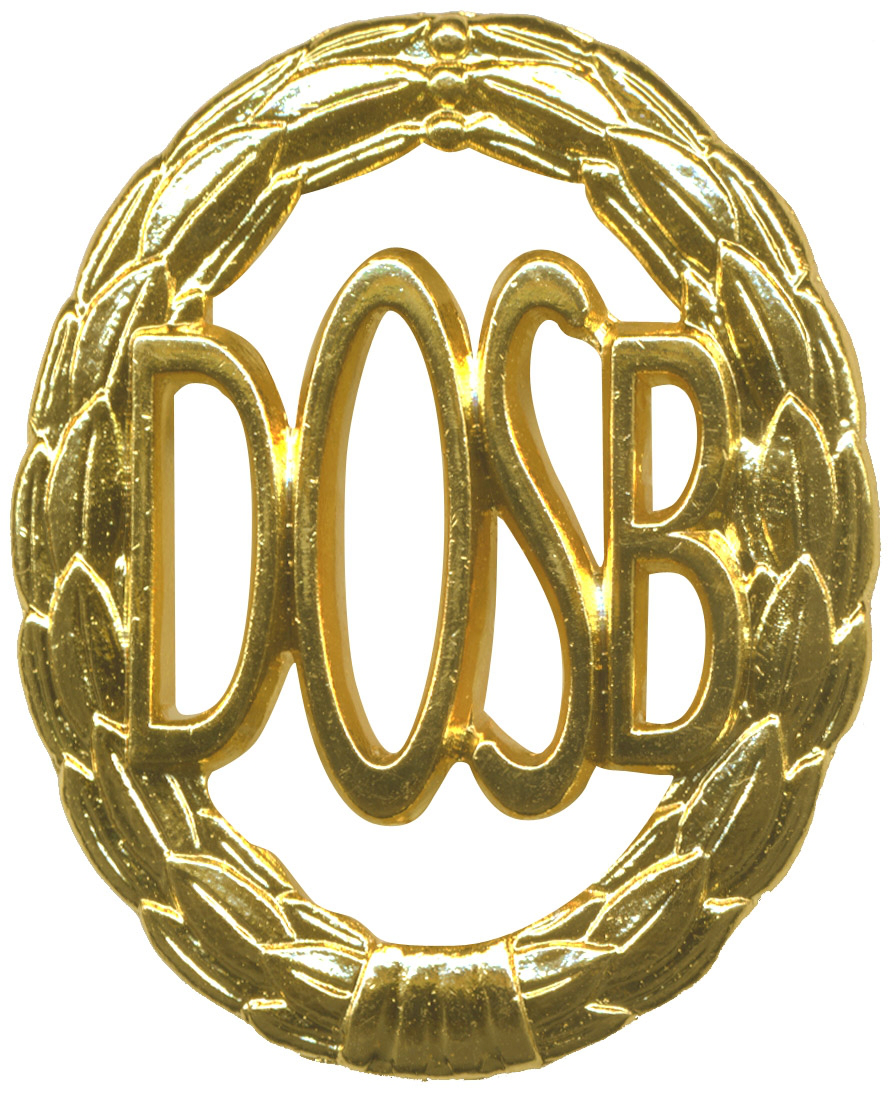
Deutsches Sportabzeichen in Gold

Seit 2008 vergibt der DOSB die Ehrenmedaille des deutschen Sports (auch DOSB-Ehrenmedaille genannt).
Die Ehrenmedaille wird an Persönlichkeiten oder Organisationen aus Politik, Wirtschaft, Kultur, Medien und weiteren gesellschaftlichen Bereichen vergeben, die sich herausragende Verdienste um die Förderung und Entwicklung des Sports erworben haben. Die Medaille wurde vom Künstler Markus Lüpertz gestaltet.
Preisträger
- 2008: Horst Köhler, Bundespräsident von 2004 bis 2010
- 2009: Wolfgang Schäuble, Bundesinnenminister von 1989 bis 1991 und von 2005 bis 2009 sowie ehemaliger Bundesfinanzminister (2009–2017)
- 2010: Richard von Weizsäcker, ehemaliger Bundespräsident (1984–1994)
- 2011: Christian Wulff, Bundespräsident von 2010 bis 2012
- 2012: Charlotte Knobloch, Präsidentin der Israelitischen Kultusgemeinde München und Oberbayern
- 2015: Initiative „Feuer und Flamme für Hamburg“
- 2016: Joachim Gauck, Bundespräsident von 2012 bis 2017

Darüber hinaus gibt es als weitere Preise und Ehrungen den DOSB-Ethik-Preis, die DOSB-Ehrennadel, den Preis Pro Ehrenamt, den DOSB-Wissenschaftspreis, den Preis Trainerin/Trainer des Jahres, die Auszeichnung Hochschule des Spitzensports, die Auszeichnung Eliteschulen des Sports, Eliteschüler des Sports, den Gleichstellungspreis, den Deutschen Schulsportpreis, den dsj-Zukunftspreis, die IOC-Trophy, die Sportplakette des Bundespräsidenten sowie den Fair Play Preis.
Sterne des Sports
Zusammen mit den Volksbanken Raiffeisenbanken zeichnet der DOSB jedes Jahr die Sterne des Sports aus. Die „Sterne des Sports“ sind Deutschlands wichtigster Vereinswettbewerb im Breitensport. Dabei werden Sportvereine ausgezeichnet, die sich über ihr sportliches Angebot hinaus besonders gesellschaftlich engagieren.
Grünes Band

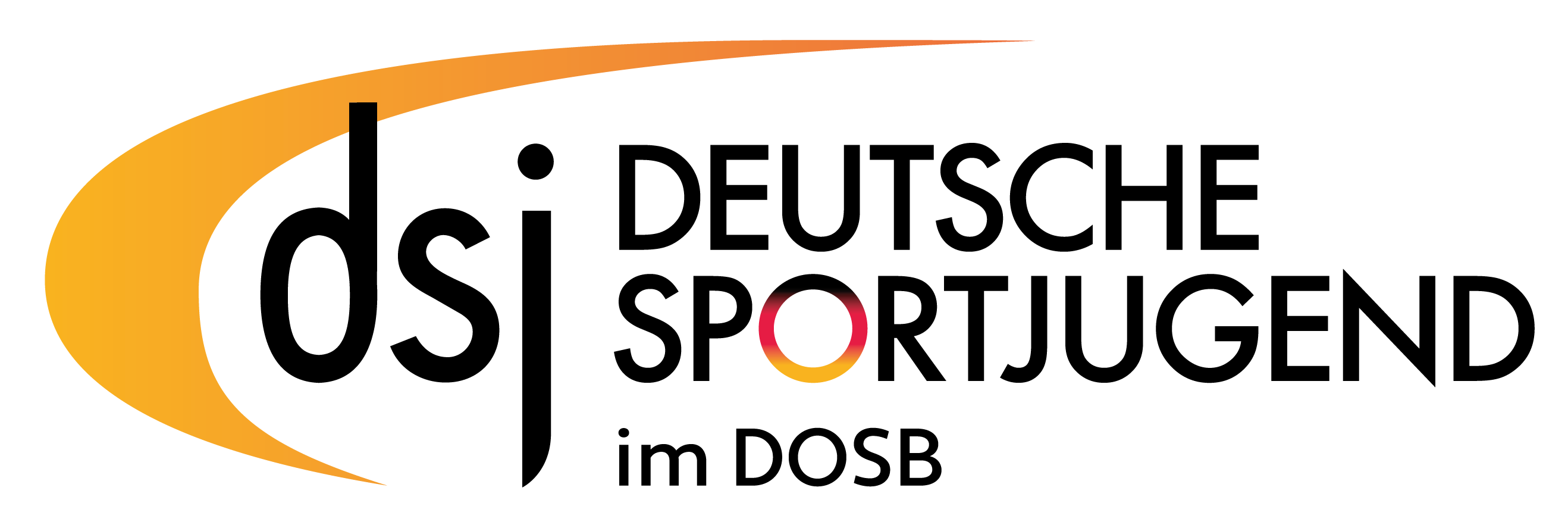
Logo der Deutschen Sportjugend

In Kooperation mit der Commerzbank AG vergibt der DOSB seit 1986 das Grüne Band für vorbildliche Talentförderung im Verein.
Die Bewertungskriterien ergeben sich aus dem Nachwuchsleistungssport-Konzept des DOSB und schließen unter anderem die Trainersituation, die Zusammenarbeit mit Institutionen wie Schulen oder Olympiastützpunkten, die Doping-Prävention sowie pädagogische Aspekte der Leistungsförderung mit ein.
Die Jury prämiert jedes Jahr 50 Vereine oder Vereinsabteilungen aus den olympischen und nichtolympischen Spitzenverbänden des Deutschen Olympischen Sportbundes, deren sportfachlichen Voraussetzungen zur Förderung erfüllt sind. Voraussetzung für die Vereine ist, dass sie aktive Talentsuche und -förderung von Jugendlichen sowie aktive Dopingprävention betreiben.
Der Preis ist mit einer Förderprämie von je 5.000 Euro für die leistungssportliche Nachwuchsarbeit der ausgezeichneten Vereine verbunden.

Botschafter des Grünen Bands ist der Hockeyolympiasieger Moritz Fürste.
„Auch ich durfte von solch einer vorbildlichen Förderung profitieren und weiß daher aus eigener Erfahrung, wie wertvoll die Arbeit der Vereine ist. Als Botschafter des ‚Grünen Bandes‘ möchte ich den Vereinen daher, stellvertretend für alle Sportlerinnen und Sportler, ‚Danke‘ sagen.“

- Moritz Fürste

## Mitgliedsverbände

### Landessportbünde
Dem DOSB gehören 16 Landessportbünde (LSB) bzw. Landessportverbände (LSV) an, zu denen rund 87.000 Sportvereine zählen. Auf Landesebene sind die LSB bzw. LSV die Dachverbände für die Vereine und Fachverbände. Sie steuern die Sportpolitik und sind für die öffentlichen Geldflüsse innerhalb ihres Zuständigkeitsbereiches verantwortlich.
| Logo | 16 Landesverbände                      | Bundesland             | Vereine       | Mitglieder       |
| ---- | -------------------------------------- | ---------------------- | ------------- | ---------------- |
|      | Landessportverband Baden-Württemberg   | Baden-Württemberg      | 11.274 (2021) | 3.888.468 (2021) |
|      | Bayerischer Landes-Sportverband        | Bayern                 | 11.725 (2021) | 4.263.649 (2021) |
|      | Landessportbund Berlin                 | Berlin                 | 2.479 (2021)  | 662.076 (2021)   |
|      | Landessportbund Brandenburg            | Brandenburg            | 3.003 (2021)  | 343.752 (2021)   |
|      | Landessportbund Bremen                 | Bremen                 | 381 (2021)    | 142.259 (2021)   |
|      | Hamburger Sportbund                    | Hamburg                | 818 (2021)    | 520.205 (2021)   |
|      | Landessportbund Hessen                 | Hessen                 | 7.532 (2021)  | 2.064.311 (2021) |
|      | Landessportbund Mecklenburg-Vorpommern | Mecklenburg-Vorpommern | 1.871 (2021)  | 257.587 (2021)   |
|      | Landessportbund Niedersachsen          | Niedersachsen          | 9.333 (2021)  | 2.525.641 (2021) |
|      | Landessportbund Nordrhein-Westfalen    | Nordrhein-Westfalen    | 17.887 (2021) | 4.919.852 (2021) |
|      | Landessportbund Rheinland-Pfalz        | Rheinland-Pfalz        | 5.923 (2021)  | 1.344.127 (2021) |
|      | Landessportverband für das Saarland    | Saarland               | 2.023 (2021)  | 354.418 (2021)   |
|      | Landessportbund Sachsen                | Sachsen                | 4.436 (2021)  | 656.189 (2021)   |
|      | Landessportbund Sachsen-Anhalt         | Sachsen-Anhalt         | 3.049 (2021)  | 346.237 (2021)   |
|      | Landessportverband Schleswig-Holstein  | Schleswig-Holstein     | 2.524 (2021)  | 738.987 (2021)   |
|      | Landessportbund Thüringen              | Thüringen              | 3.342 (2021)  | 350.130 (2021)   |

### Spitzenverbände
(43 olympische () und 25 nichtolympische Verbände, Stand: August 2024)
Dem DOSB sind 68 Spitzenverbände angeschlossen, von denen 43 Fachverbände olympische Sportarten und 25 nichtolympische Sportarten vertreten.
Bei der Mitgliederversammlung 2018 wurde Special Olympics Deutschland (SOD) in den Verbund der nichtolympischen Verbände aufgenommen. Bis dahin gehörte der SOD zu den Verbänden mit besonderen Aufgaben. Grundlage für das neue Selbstverständnis des DOSB war ein Positionspapier, das im Dezember 2013 einstimmig angenommen wurde. Darin wurde die bisher sektorale Struktur (Behindertensportverbände betreuen in einem abgeschlossenen Bereich) hin zu inklusivem Sport als Aufgabe aller Sportverbände weiterentwickelt.
Der Bundesfachverband für Kickboxen (Wako Deutschland) erhielt die internationale Anerkennung durch das IOC und gehört ebenfalls zu den nichtolympischen Verbänden. Seit dem 1. Januar 2020 gehört auch der Deutsche Tanzsportverband (DTV) zur olympischen Familie, denn die Sportart Breaking wurde in das Wettkampfprogramm der Olympischen Spiele 2024 in Paris aufgenommen. Nach der Aufnahme von Cricket in das Wettkampfprogramm der Olympischen Spiele 2028 in Los Angeles erfolgt zum 1. Januar 2024 die Aufnahme des Deutschen Cricket Bundes in den DOSB. Zurzeit gibt es unter dem Dach des DOSB folglich 25 nichtolympische Sportverbände.
Die Athleten der olympischen Sportarten (Winter wie Sommer) stimmen alternierend alle vier Jahre ihre Trainingssteuerung auf den absoluten sportlichen Karrierehöhepunkt, die Olympischen Spiele, ab. Die Spitzensportlern in den nichtolympischen Sportarten haben das Ziel, bei den ebenfalls alle vier Jahre stattfindenden World Games dabei zu sein.
| Logo | 68 Spitzenverbände                                    | olympisch | Sportart                                                             | Anmerkungen                                                                                             |
| ---- | ----------------------------------------------------- | --------- | -------------------------------------------------------------------- | --- |
|      | Deutscher Aero Club                                   |           | Luftsport                                                            | |
|      | Deutscher Alpenverein                                 |           | Bergsteigen                                                          | Sportklettern seit 2020 olympisch                                                                       |
|      | American Football Verband Deutschland                 |           | American Football, Cheerleading                                      | ab 2028 Flag-Football olympisch                                                                         |
|      | Deutscher Badminton-Verband                           |           | Badminton                                                            | |
|      | Deutscher Baseball und Softball Verband               |           | Baseball, Softball                                                   | Baseball und Softball waren von 1984 bzw. 1996 bis 2008 sowie 2020 olympisch und sind es ab 2028 wieder |
|      | Deutscher Basketball Bund                             |           | Basketball                                                           | |
|      | Deutscher Behindertensportverband                     |           | Sport von Menschen mit Behinderung                                   | |
|      | Deutsche Billard-Union                                |           | Billard                                                              | |
|      | Bob- und Schlittenverband für Deutschland             |           | Bobsport, Rodeln, Skeleton                                           | |
|      | Deutscher Boccia-, Boule- und Pétanque-Verband        |           | Boccia, Boule, Pétanque, Kugelwurfsportarten wie Bowls, Bosseln usw. | WorldGames Sportart 2022: Pétanque und Boule                                                            |
|      | Deutscher Boxsport-Verband                            |           | Boxen                                                                | |
|      | Cheerleading und Cheerperformance Verband Deutschland |           | Cheerleading                                                         | |
|      | Deutscher Cricket Bund                                |           | Cricket                                                              | ab 2028 in LA olympisch                                                                                 |
|      | Deutscher Curling-Verband                             |           | Curling                                                              | |
|      | Deutscher Dart-Verband                                |           | Darts                                                                | |
|      | Deutscher Eishockey-Bund                              |           | Eishockey                                                            | |
|      | Deutsche Eislauf-Union                                |           | Eiskunstlauf, Eistanzen                                              | |
|      | Deutsche Eisschnelllauf- und Shorttrack-Gemeinschaft  |           | Eisschnelllauf, Shorttrack                                           | |
|      | Deutscher Eisstock-Verband                            |           | Stockschießen                                                        | |
|      | Deutscher Fechter-Bund                                |           | Fechten                                                              | |
|      | Floorball-Verband Deutschland                         |           | Floorball                                                            | |
|      | Deutscher Fußball-Bund                                |           | Fußball                                                              | |
|      | Deutscher Gehörlosen-Sportverband                     |           | Gehörlosensport                                                      | |
|      | Bundesverband Deutscher Gewichtheber                  |           | Gewichtheben                                                         | |
|      | Deutscher Golf Verband                                |           | Golf                                                                 | |
|      | Deutscher Handballbund                                |           | Handball                                                             | |
|      | Deutscher Hockey-Bund                                 |           | Hockey                                                               | |
|      | Deutscher Judo-Bund                                   |           | Judo                                                                 | |
|      | Deutscher Ju-Jutsu-Verband                            |           | Ju-Jutsu                                                             | |
|      | Deutscher Kanu-Verband                                |           | Kanusport                                                            | |
|      | Deutscher Karate Verband                              |           | Karate                                                               | Karate seit 2020 olympisch                                                                              |
|      | Deutscher Kegler- und Bowlingbund                     |           | Kegeln, Bowling                                                      | |
|      | Bundesfachverband für Kickboxen                       |           | Kickboxen                                                            | |
|      | Bundesverband Deutscher Kraftdreikämpfer              |           | Kraftdreikampf                                                       | |
|      | Deutsche Lebens-Rettungs-Gesellschaft                 |           | Rettungssport                                                        | |
|      | Deutscher Leichtathletik-Verband                      |           | Leichtathletik                                                       | |
|      | Deutscher Minigolfsport Verband                       |           | Minigolf                                                             | |
|      | Deutscher Motor Sport Bund                            |           | Motorsport                                                           | |
|      | Deutscher Motoryachtverband                           |           | Motorbootsport                                                       | |
|      | Bund Deutscher Radfahrer                              |           | Radsport                                                             | |
|      | Deutscher Rasenkraftsport- und Tauzieh-Verband        |           | Rasenkraftsport, Tauziehen                                           | |
|      | Deutsche Reiterliche Vereinigung                      |           | Pferdesport                                                          | |
|      | Deutscher Ringer-Bund                                 |           | Ringen                                                               | |
|      | Deutscher Rollsport und Inline-Verband                |           | Rollsport, Inlineskaten                                              | Skateboard seit 2020 olympisch                                                                          |
|      | Deutscher Ruderverband                                |           | Rudern                                                               | |
|      | Deutscher Rugby-Verband                               |           | Rugby                                                                | |
|      | Deutscher Schachbund                                  |           | Schach                                                               | |
|      | Deutscher Schützenbund                                |           | Sportschießen                                                        | |
|      | Deutscher Schwimm-Verband                             |           | Schwimmsport                                                         | |
|      | Deutscher Segler-Verband                              |           | Segelsport                                                           | |
|      | Deutscher Skibob Verband                              |           | Skibob                                                               | |
|      | Deutscher Skiverband                                  |           | Skisport                                                             | |
|      | Deutscher Sportakrobatik Bund                         |           | Sportakrobatik                                                       | |
|      | Verband Deutscher Sporttaucher                        |           | Sporttauchen                                                         | |
|      | Deutscher Squash Verband                              |           | Squash                                                               | ab 2028 in LA olympisch                                                                                 |
|      | Deutsche Taekwondo Union                              |           | Taekwondo                                                            | |
|      | Deutscher Tanzsportverband                            |           | Tanzsport                                                            | seit 2020 olympisch                                                                                     |
|      | Deutscher Tennis Bund                                 |           | Tennis                                                               | |
|      | Deutscher Tischtennis-Bund                            |           | Tischtennis                                                          | |
|      | Deutsche Triathlon Union                              |           | Triathlon                                                            | |
|      | Deutscher Turner-Bund                                 |           | Turnen                                                               | |
|      | Snowboard Verband Deutschland                         |           | Snowboard                                                            | |
|      | Deutscher Verband für Modernen Fünfkampf              |           | Moderner Fünfkampf                                                   | |
|      | Deutscher Volleyball-Verband                          |           | Volleyball                                                           | |
|      | Deutscher Wasserski- und Wakeboardverband             |           | Wasserski, Wakeboard                                                 | |
|      | Deutscher Wellenreitverband                           |           | Wellenreiten                                                         | Wellenreiten seit 2020 olympisch                                                                        |

### Verbände mit besonderen Aufgaben
Die 17 Verbände mit besonderen Aufgaben (VmbA) im DOSB repräsentieren eine Gruppe von Mitgliedern, die sich mit ihren unterschiedlichen Strukturen, Aufgabenfeldern und Größen zu einer Einheit ergänzen. Sie setzen sich für eine ganzheitliche und von Fairness geprägte Sportbewegung ein. Die VmbA vertreten rund 1,5 Mio. Mitglieder.
- Allgemeiner Deutscher Hochschulsportverband (adh)
- Bundesverband staatlich anerkannter Berufsfachschulen für Gymnastik und Sport
- CVJM-Gesamtverband in Deutschland – CVJM-Sport
- Deutsche Gesellschaft für Sportmedizin und Prävention (Deutscher Sportärztebund)
- Deutsche Olympische Gesellschaft (DOG)
- Deutsche Vereinigung für Sportwissenschaft
- Deutscher Aikido-Bund
- Deutscher Betriebssportverband
- Deutscher Verband für Freikörperkultur (DFK)
- Deutscher Sportlehrerverband
- DJK-Sportverband
- Deutsches Polizeisportkuratorium
- Kneipp-Bund
- Makkabi Deutschland
- Rad- und Kraftfahrerbund (RKB) „Solidarität“ Deutschland 1896
- Stiftung Sicherheit im Skisport
- Verband Deutscher Eisenbahner-Sportvereine

### Individualmitglieder
- 2 IOC-Mitglieder[33]: Thomas Bach und Britta Heidemann
- 15 Persönliche Mitglieder[34]: Verena Bentele (Para-Langlauf/Biathlon), Ole Bischof (Judo), Kirsten Bruhn (Paralympics/Schwimmen), Moritz Fürste (Hockey), Kristina Vogel (Bahnradsport), Dorothea Brandt (Schwimmen), Maximilian Planer (Rudern), Marion Rodewald (Hockey), Marc Schuh (Para-Leichtathletik), Benedikt Wagner (Fechten), Stephan Abel (2014 bis 2018 DOSB-Vizepräsident Wirtschaft und Finanzen), Erika Dienstl (1982 bis 2002 Vizepräsidentin des Deutschen Sportbundes), Ulrich Grillo (Präsident des Bundesverbands der Deutschen Industrie 2013 bis 2016), Ulla Schmidt (Bundesministerin a. D.), Klaus Steinbach (ehemaliger NOK-Präsident)
- Ehrenmitglieder des DOSB: Walter Schneeloch, Hans-Peter Krämer, Ilse Ridder-Melchers, Ekkehard Wienholtz, Ingo-Rolf Weiss, Christa Thiel, Rainer Brechtken
  - Verstorben: Ulrich Feldhoff, Dieter von Landsberg-Velen
- Ehrenmitglieder der Gründungsorganisationen DSB und NOK: Erika Dienstl, Helmut Digel, Joachim Weiskopf
  - Verstorben: Ruth Brosche, Karl Hemberger, Claus Heß, Friedhelm Kreiß

## Mitgliedschaften und internationale Mitwirkung bei Dritten
Der DOSB wirkt in folgenden Gremien mit:
- Internationales Olympisches Komitee, IOC
- Internationales Paralympisches Komitee, IPC
- Sportausschuss der UNESCO
- Weltbreitensportorganisation, TAFISA
- Weltrat für Sportwissenschaft und Leibes-/Körpererziehung, ICSSPE
- Vereinigung der europäischen Sportdachverbände, ENGSO
- Vereinigung der Europäischen Olympischen Komitees, EOC
- Europäische Bewegung Deutschland, Netzwerk EBD

## Olympiabewerbungen

### München 2018 und 2022
Der DOSB bewarb sich im Jahr 2009 mit München für die Olympischen Winterspiele 2018. Die Wettbewerbe sollten neben München in Garmisch-Partenkirchen und auf der Kunsteisbahn am Königssee stattfinden. Die Mitglieder des IOC vergaben die Spiele am 6. Juli 2011 an Pyeongchang in Südkorea. Eine erneute Bewerbung für die Olympischen Winterspiele 2022 erfolgte nicht, nachdem alle vier Bürgerentscheide am 10. November 2013 in den beteiligten Städten und Gemeinden dagegen votiert hatten.

### Hamburg 2024

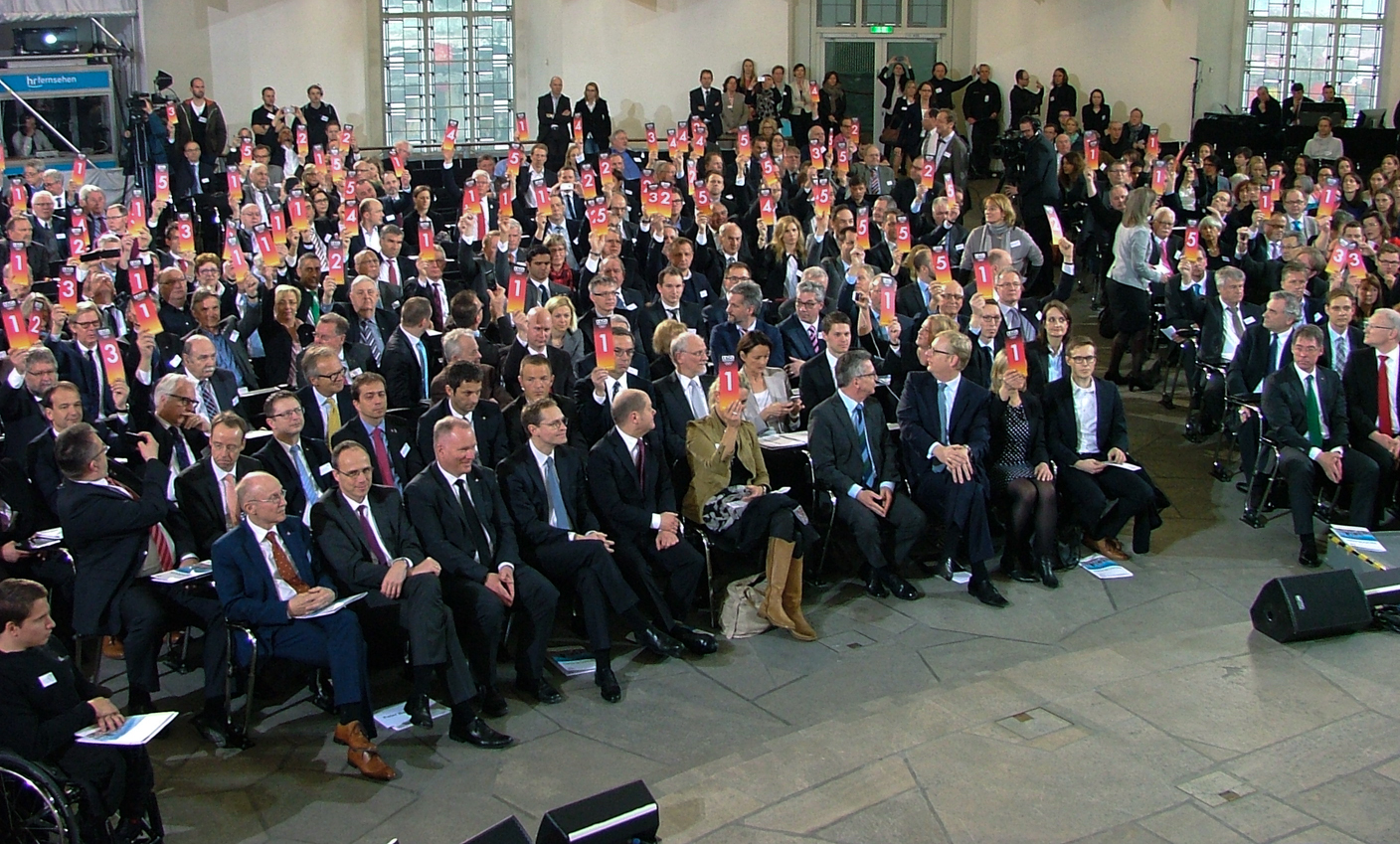
Abstimmung über die Bewerbung Hamburgs am 21. März 2015 in Frankfurt

Der DOSB bewarb sich mit Hamburg beim Internationalen Olympischen Komitee um die Ausrichtung der Olympischen Sommerspiele 2024 sowie der Paralympischen Sommerspiele 2024 und gegebenenfalls für die Sommerspiele im Jahr 2028. Dieser Beschluss wurde von den Mitgliedsorganisationen des DOSB bei der außerordentlichen Mitgliederversammlung am 21. März 2015 in der Frankfurter Paulskirche gefasst. Am 29. November 2015 lehnte die Hamburger Bevölkerung in einem Referendum die Bewerbung ab, worauf die Bewerbung zurückgezogen wurde.

### Rhein-Ruhr 2032
Eine privatwirtschaftliche Initiative setzte sich seit 2016 für eine Bewerbung Deutschlands als Austragungsort für die Olympischen Sommerspiele 2032 in der Metropolregion Rhein-Ruhr in Nordrhein-Westfalen ein. Berlin war ebenfalls an der Ausrichtung der Sommerspiele 2032 interessiert. Der DOSB entschied im Februar 2020, mit der Metropolregion Rhein-Ruhr in den Bewerbungsprozess zu starten. Sie hatte keinen Erfolg, da die australische Stadt Brisbane den Zuschlag erhielt.

## Kampagne „Bewegung gegen Krebs“
Der DOSB und die Stiftung Deutsche Krebshilfe haben 2020 ihre Kooperation im Rahmen der Initiative „Bewegung gegen Krebs“ mit weiteren Aktionspartnern wie die Deutsche Sporthochschule Köln (DSHS) verstärkt. Dabei stehen künftig auch Themen wie Übungsleiterqualifikation und der Ausbau von Gesundheitssport-Angeboten in den Vereinen auf der Agenda.
DOSB und Krebshilfe hatten bereits 2014 die bundesweite Präventionskampagne „Bewegung gegen Krebs“ mit einer flächendeckenden Plakataktion und Veranstaltungen in den zahlreichen Sportvereinen gestartet. Unterstützer kamen als Ehrenbotschafter aus dem Spitzensport die Olympiasiegerin Britta Heidemann, Fußballweltmeister Wolfgang Overath, Fernsehmoderatorin Shary Reeves und stets weitere Förderer hinzu.
Zur verstärkten Zusammenarbeit betonte der Krebshilfe-Vorstandsvorsitzende Gerd Nettekoven: „Sport und Bewegung als Teil eines gesunden Lebensstils können das Risiko an Krebs zu erkranken wesentlich reduzieren.“ Das DOSB-Vorstandsmitglied Karin Fehres sagte: „Wir wollen nicht nur die Menschen über die positiven Auswirkungen von Sport und Bewegung informieren, sondern auch die gesundheitsfördernden Angebote in Sport-Deutschland,weiterausbauen.“ Zugleich soll in Zusammenarbeit von DOSB, Krebshilfe und Deutschem Behindertensportverband (DBS) beispielsweise das Thema der Qualifizierung von Rehasportübungsleitern aufgegriffen werden. Auch in Therapie und Nachsorge könne sportliche Aktivität eine wichtige Rolle spielen.

## Haltung zum eSport
Der DOSB erkennt die Bedeutung von virtuellen Sportarten und eGaming als Teil einer modernen Jugend- und Alltagskultur an. Dem Thema eSport in seiner Gesamtheit steht der DOSB kritisch gegenüber, hat seine ursprüngliche Position jedoch teilweise angepasst und überarbeitet. Der DOSB unterscheidet beim eSport in sogenannte elektronische Sportartensimulationen (virtuelle Sportarten) und eGaming.
Der Begriff der elektronischen Sportartensimulationen (kurz: virtuelle Sportarten) wird immer dann verwendet, wenn die Überführung von Sportarten in die virtuelle Welt gemeint ist. Beispiele finden sich unter anderem im Fußball, Bogenschießen, Segeln, Basketball oder Tennis. Die Ausprägungen von elektronischen Sportartensimulationen sind vielfältig und reichen von Video- und Computerspielen bis hin zu virtuellen Angebotsformen, die sportliche Bewegungen integrieren.
Als eGaming werden alle anderen virtuellen Spiel- und Wettkampfformen bezeichnet. Die vom eSport-Bund Deutschland (ESBD) vorgeschlagene Definition, nach der „eSport das sportwettkampfmäßige Spielen von Video- bzw. Computerspielen, insbesondere auf Computern und Konsolen, nach festgelegten Regeln“ ist, wird ausdrücklich nicht übernommen. Denn hierzu zählen von „Counter Strike“ und „League of Legends“ über virtuelle Kartenspiele bis hin zu elektronischen Sportartsimulationen wie Fußball (FIFA) eine unüberschaubare Vielfalt an Angeboten. Damit ist eine sinnvolle und notwendige Differenzierung nicht möglich.
Die Haltung des DOSB zum Thema eSport wurde von Experten und Wissenschaftlern teilweise kritisiert. Der DOSB lehnt eSport auch deshalb als Sport ab, weil der Grad der Körperlichkeit zu gering ist. Kritiker entgegnen, dass dies eine unzulässige Verengung auf bestimmte Definitionsmerkmale des Sportbegriffs sei, außerdem zeigen unter anderem Untersuchungen der Deutschen Sporthochschule Köln, dass eSport auch in Sachen Körperlichkeit in Teilen als Sport gewertet werden kann.

## Weitere Angebote und Einrichtungen des DOSB
- Deutsches Sportabzeichen
- Eliteschulen des Sports
- Olympiastützpunkte in Deutschland
- DOSB-Lizenzausbildung
- Trainerakademie Köln